# Szépfalusy Péter
Szépfalusy Péter (Szeged, 1931. június 12. – Budapest, 2014. november 16.) Széchenyi-díjas magyar fizikus, villamosmérnök, egyetemi tanár, a Magyar Tudományos Akadémia rendes tagja. Kutatási területe a kvantummechanika, a statisztikus fizika és a kaotikus viselkedés vizsgálata. Felesége Menyhárd Nóra állami díjas fizikus.

## Életpályája
1949-ben érettségizett, majd beiratkozott a Budapesti Műszaki Egyetemre (BME), ahol 1953-ban fejezte be tanulmányait. Ezt követően 1955-ig az Eötvös Loránd Tudományegyetem (ELTE) Természettudományi Kar fizika szakán vett részt posztgraduális képzésben és szerzett fizikus oklevelet. Közben kapta meg kitüntetéses villamosmérnöki oklevelét.
Villamosmérnöki diplomájának megszerzése után a BME-n kapott állást, itt tanársegédi beosztásban dolgozott 1957-ig, ekkor megkapta adjunktusi kinevezését. 1963-ban áthívták az ELTE elméleti fizika tanszéke mellett működő akadémiai kutatócsoporthoz, itt tudományos főmunkatársi beosztásban kutatott. Hat évvel később az ELTE elméleti fizika tanszékén kapott docensi állást. 1976-ban távozott az egyetemről és az MTA Központi Fizikai Kutatóintézet (MTA KFKI) Szilárdtestkutató Intézeténél (1981-től Szilárdtestfizikai Kutatóintézet) kezdett el tudományos tanácsadóként dolgozni. 1984-ben kutatóprofesszori megbízást kapott. 1986-ban visszatért az ELTE-re, ahol a szilárdtestfizikai tanszéken kapott egyetemi tanári és tanszékvezetői kinevezést. A tanszéket 1996-ig vezette. 1998-ban egy kari átszervezés után a komplex rendszerek fizikája tanszékén lett egyetemi tanár, illetve folytatta 2001-ig a két évvel előtte alakult MTA–ELTE Statisztikus Fizikai Kutatócsoport vezetését. 2001-ben professor emeritusi címet kapott. 1999 és 2002 között Széchenyi professzori ösztöndíjjal kutatott.
1957-ben védte meg a fizikai tudományok kandidátusi, 1975-ben akadémiai doktori értekezését. Az MTA Statisztikus Fizikai Bizottságának és a Szilárdtestfizikai Bizottságnak lett tagja. 1982-ben a Magyar Tudományos Akadémia levelező, 1987-ben pedig rendes tagjává választották. Emellett a Tudományetikai Bizottság és az Akadémiai Kutatóhelyek Tanácsa munkájában is részt vett. Emellett 1985 és 1990 között az Eötvös Loránd Fizikai Társulat alelnöke volt. 1979 és 1988 között a Zeitschrift für Physik B, valamint a Physica A, 1985 és 1995 között az Acta Physica, 1991 és 1994 között a Europhysics Letters című tudományos szakfolyóiratok szerkesztőbizottságának tagja volt. 1992-ben a Fractals szerkesztőbizottságába is bekerült.

## Munkássága
Fő kutatási területei a kvantummechanikai többtest-probléma, a statisztikus fizika, a kaotikus viselkedés vizsgálata, a fázisátalakulás elmélete és nemlineáris jelenségek voltak.
Tudományos munkásságának kezdetén foglalkozott a kvantummechanikai többtest-problémával. Legfontosabb eredménye a hullámfüggvény ortogonalizálását helyettesítő pszeudopotenciál pontos nemlokális elméletének felállítása a Hartree-Fock módszer keretében. Elindítója volt a magyarországi statisztikus fizikai kutatások szélesebb körű alkalmazásának. Későbbi vizsgálatai kiterjedtek a héliumfolyadék, valamint a Bose–Einstein kondenzált gázok tulajdonságaira, kidolgozta a dielektromos formalizmust, amely kezelni tudja a különböző módusok csatolását a szuperfolyékony állapotban. Emellett meghatározta a kondenzátum sűrűségének alacsony hőmérsékleti pontos kifejezését.
Részt vett a dinamikai skálatörvények felállításában és a renormálási csoport kifejlesztésében. Munkássága jelentős a kaotikus jelenségek elmélete terén. A komplexitás mérőszámaként új mennyiséget vezetett be. Sikerült értelmeznie a fizikai diffúziót átmeneti (tranziens) káoszban és meghatározta annak tulajdonságait. A fázisátalakulás témakörében elsőként mutatott ki egy új típust a termodinamikai formalizmus területén.

## Díjai, elismerései
- Szent-Györgyi Albert-díj (1992)
- Széchenyi-díj (1995) – A fázisátalakulások dinamikai skálatörvényeinek meghatározásában elért eredményeiért, a térelméleti módszereken alapuló soktestproblémának, a kritikus jelenségek és fázisátalakulások modern elméletének, továbbá az egyensúlytól távoli instabilitások hazai kutatásának bevezetéséért, a kvantumrendszerek kaotikus viselkedésére vonatkozó, világszerte elismert munkásságáért.
- Alexander von Humboldt-díj (1998)
- Arany János Közalapítvány Nagydíja (2001)
- a Magyar Köztársasági Érdemrend középkeresztje (2011)

## Főbb publikációi
- Fluctuation and Lambda Phase Transition in Liquid Helium (társszerző, 1968)
- On the Dynamics of Continuous Phase Transitions (Kondor Imrével, 1974)
- Univerzális törvényszerűségek nem lineáris rendszerek dinamikájában (1983)
- Entropy Decay as a Measure of Stochasticity (társszerző, 1986)
- New Aprroach to the Problem of Chaotic Repellers (Tél Tamással, 1986)
- Kaotikus állapot jellemzése dinamikai entrópiákkal (1988)
- Diffusion in Normal and Critical Transient Chaos (társszerző, 1997)
- Dielectric Formalism and Damping of Collective Modes in Trapped Bose–Einstein Condensed Gases (Bene Gyulával, 1998)